# Blažena Ludovica Albertoni
Blažena Ludovica Albertoni (ital. Beata Ludovica Albertoni) je nagrobni spomenik italijanskega baročnega umetnika Gian Lorenza Beninija. Trasteverska skulptura je v posebej oblikovani kapeli Altieri v cerkvi San Francesco a Ripa v Rimu v Italiji. Bernini je projekt začel leta 1671, vendar je njegovo delo pri dveh drugih večjih delih – Grobnici papeža Aleksandra VII. in Oltarju Najsvetejšega v baziliki svetega Petra - odložilo njegovo delo pri nagrobnem spomeniku. Bernini je skulpturo dokončal leta 1674; postavljena je bila do 31. avgusta 1674.

## Ozadje
Predmet kipa, Ludovica Albertoni, je bila rimska plemkinja, ki je po smrti svojega moža vstopila v tretji red svetega Frančiška. Živela je pobožno življenje in delala za revne v soseski Trastevere pod vodstvom frančiškanskih bratov iz cerkve San Francesco, kjer je bila pokopana leta 1533. Eden od njenih potomcev, kardinal Paluzzo Paluzzi degli Albertoni, je imel nečaka, ki se je poročil z nečakinjo papeža Klemena X., ta pa je kardinala formalno sprejel za svojega nečaka in mu dovolil, da vzame svoj papežev priimek, "Altieri". Papež Klemen je kardinala Albertonija prednico razglasil za blaženo. Kardinal je nato naročil velike izboljšave svoje kapele v cerkvi San Francesco, ki je postala mesto njenega kulta. Potem ko se je več umetnikov potegovalo za delo, je Bernini prejel naročilo in se lotil projekta brez plačila. Ko je začel z delom, je bil star 71 let in to je bila ena njegovih zadnjih skulptur.
Nekateri znanstveniki so podvomili o datumu začetka leta 1671 in opozorili na dokument, ki kaže, da je Bernini kupil beli marmor za kip 7. februarja 1674. To bi se začelo konec leta 1673, kar pomeni, da je umetnik delo opravil v šestih mesecih. Skulptura je bila postavljena do 31. avgusta 1674.

## Opis
Lik Ludovice Albertoni je postavljen nad oltar kapele Altieri na levi strani cerkve San Francesco a Ripa. Bernini je zasnoval arhitekturno okolje, ki osredotoča pozornost na skulpturo iz marmorja, ki jo je uokviril v loku, ki ga je izrezal v obstoječo steno, kjer je prej visela slika. Glavno figuro obdajajo globoke draperije, postavljene pod poševnimi koti, okrašena je z zgodnejšmi freskami svete Klare Asiške in same blažene Ludovice, ki beraču daje miloščino. Osrednja figura je na obeh straneh osvetljena z velikimi okni, skritimi za stebri.
Lik Ludovice Albertoni je predstavljen na žimnici v trenutku mističnega občevanja z Bogom. Gube njenega habita odražajo njeno nemirno stanje, glava je vržena nazaj na vezeno blazino, ki jo podpira naslon za glavo. Pod njeno postavo je globoko zmečkano izklesano platno nad sarkofagom iz rdečega marmorja, kjer je pokopana Ludovica. Plošča za njo je izrezljana s stiliziranimi granati; goreča srca krasijo podnožje oken. Obkrožena je s puti in čaka na vzpon k Svetemu Duhu.
Slika za skulpturo je Bacicciova.

## Podobna dela
- Berninijevo Zamaknjenje svete Tereze (1647–52) v kapeli Cornaro, v Santa Maria della Vittoria, Rim
- Sveti Boštjan Antonia Giorgettija (ok. 1672) v San Sebastiano fuori le mura
- Kip umirajoče svete Anastazije, Ercole Ferrata v baziliki Sant'Anastasia al Palatino
- Skulptura svete Ane, Giovannija Battiste Mainija v Sant'Andrea delle Fratte